# Giulio Antonio Santorio
Giulio Antonio kardinal Santorio, italijanski rimskokatoliški duhovnik, škof in kardinal, * 6. junij 1523, Caserta, † 9. maj 1602.

## Življenjepis
12. marca 1566 je prejel škofovsko posvečenje kot nadškof Santa Severine.
12. maja 1570 je bil povzdignjen v kardinala.